# Christian James
Christian James (Houston, Texas, 23 de octubre de 1996) es un baloncestista estadounidense que actualmente se desempeña en el Club Atlético Goes de Uruguay. Con 1,93 metros de estatura, juega en la posición de escolta.

## Trayectoria deportiva

### Universidad
Jugó cuatro temporadas con los Sooners de la Universidad de Oklahoma, en las que promedió 9,2 puntos, 4,0 rebotes y 1,2 asistencias por partido. En su última temporada fue incluido en el tercer mejor quinteto de la Big 12 Conference.

### Profesional
Tras no ser elegido en el Draft de la NBA de 2019, en el mes de julio firmó su primer contrato profesional con el Moncada Agrigento de la Serie A2, el segundo nivel del baloncesto italiano. Hasta el parón por el coronavirus promedió 17,4 puntos y 4,8 rebotes por encuentro. El 19 de marzo, antes del cierre de fronteras, fue autorizado por el club a regresar a su país.